# Chelus fimbriata
La mata mata (Chelus fimbriata (Schneider, 1783)), anche nota come mata-mata o matamata, è una specie di tartaruga d'acqua dolce appartenente al genere Chelus, originaria del Sud America, presente primariamente nel rio delle Amazzoni e nell'Orinoco. Originariamente si credeva che il genere Chelus fosso monotipico, contenendo la singola specie C. fimbrita. Tuttavia, successive analisi genetiche hanno dimostrato che la popolazione presente nel fiume Orinoco rappresenta in realtà una seconda specie, Chelus orinocensis.

## Descrizione

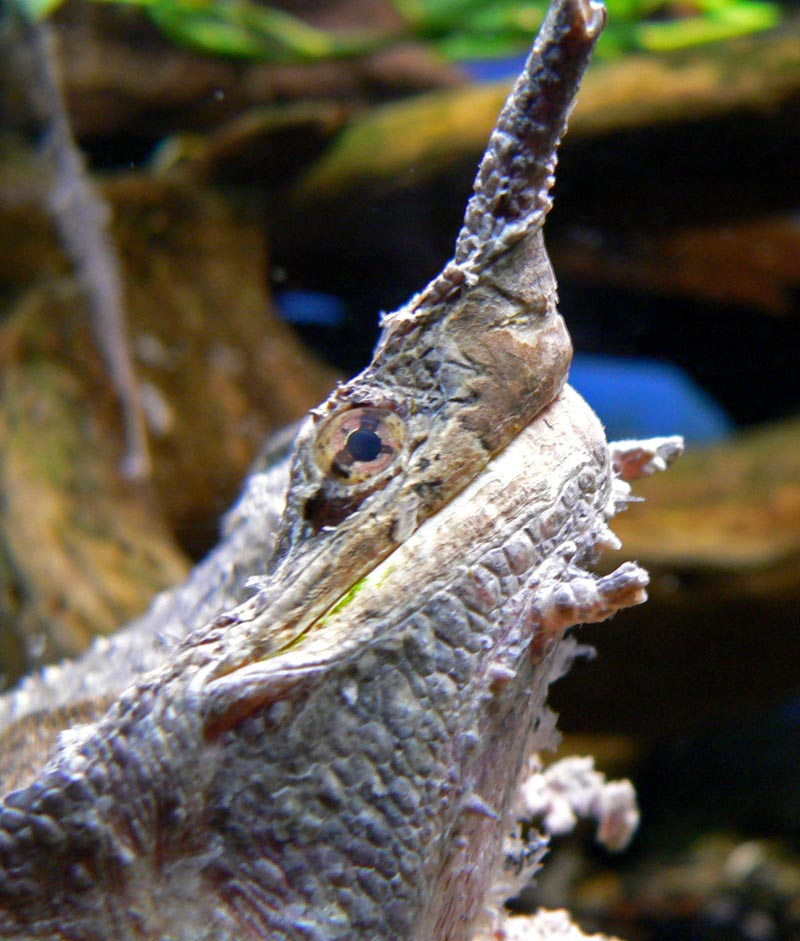
Vista laterale della testa.

### Dimensioni
Misura fino a 45 cm di lunghezza del solo carapace, per un peso che può sfiorare i 15 kg: queste misure ne fanno una delle tartarughe d'acqua dolce di maggiori dimensioni, superata solo dalla tartaruga Arrau (Podocnemis expansa), dalla tartaruga alligatore (Macrochelys temminckii) e dalla tartaruga azzannatrice (Chelydra serpentina), sicuramente la specie più grande della sua famiglia.

### Aspetto

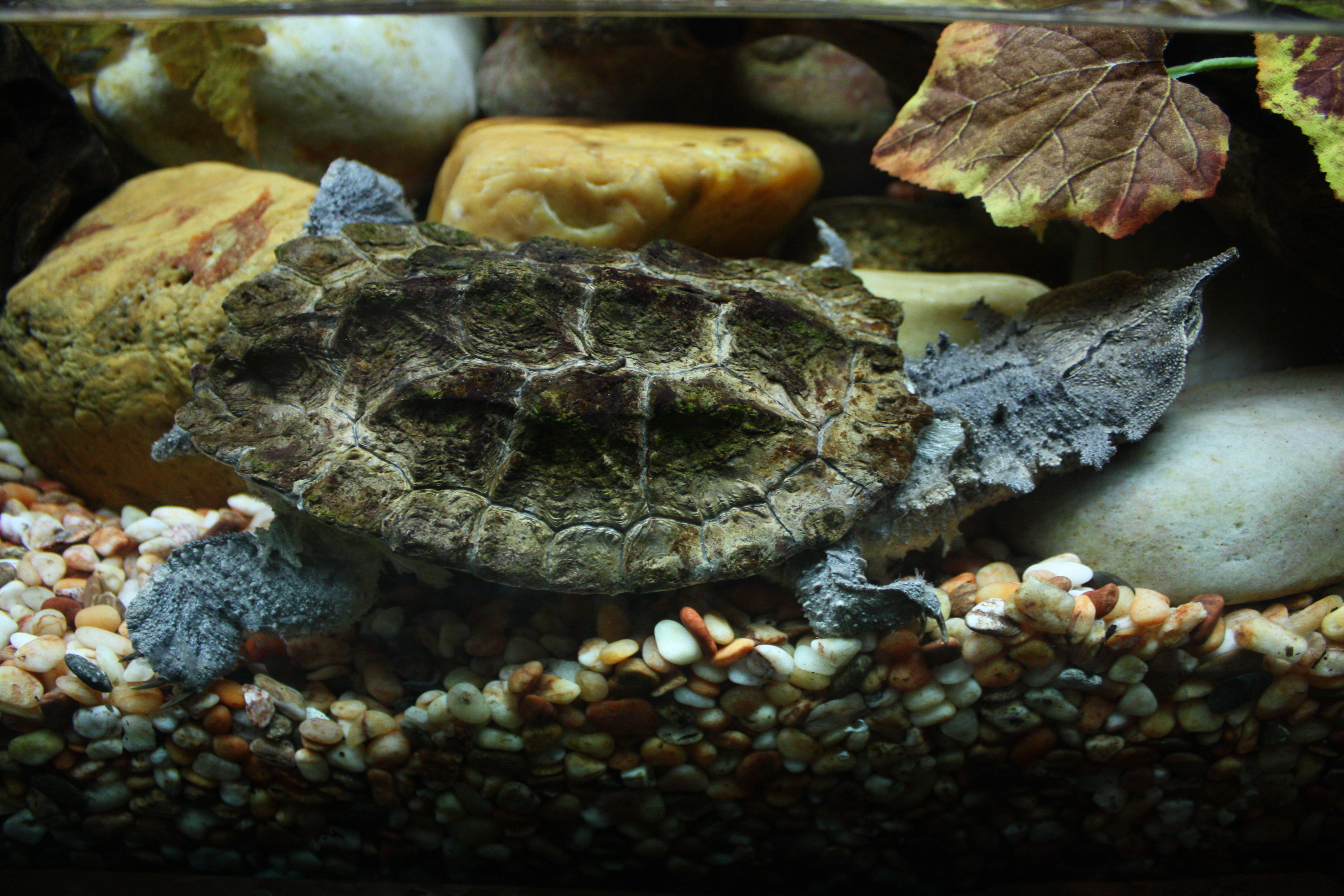
Un esemplare allo Shanghai Aquarium

A prima vista, la mata mata appare come un animale piuttosto bizzarro, con numerose caratteristiche che la rendono immediatamente distinguibile da qualsiasi altra specie di tartaruga. La pelle, di colore giallastro-bruno più o meno scuro a seconda della popolazione presa in considerazione, è interamente ricoperta di escrescenze carnose, le quali hanno la funzione di mimetizzare il più possibile l'animale con l'ambiente circostante. La testa è assai grande, triangolare, larga ed appiattita: ai due lati del cranio sono presente due "ali" carnose triangolari, riccamente innervate, la cui funzione è tuttavia avvolta nel mistero. Gli occhi, dotati di tapetum lucidum, sono piccoli e posti lateralmente nei pressi dell'enorme bocca, assai larga e munita di barbigli laterali. Il collo è assai lungo, per permettere all'animale di raggiungere la superficie senza doversi muovere dal fondo: a tal fine l'animale possiede anche un naso allungato a forma di proboscide, sulla sommità del quale sono poste le narici. Il carapace, di colore generalmente bruno-olivaceo, è formato da tre file verticali di placche a forma di piramide ed ha i margini dentellati: i margini mostrano evidenti anelli di crescita, che permettono di determinare facilmente l'età dell'animale. È interessante notare che il carapace delle popolazioni dell'Orinoco ha forma ovale, mentre nelle popolazioni amazzoniche esso tende ad assumere forma rettangolare. Negli esemplari più anziani, il carapace è completamente ricoperto di alghe, in modo tale da mimetizzare ulteriormente l'animale. Le zampe, corte e forti, sono munite di piccoli artigli e sono tutte palmate. La coda appare piuttosto lunga e si assottiglia man mano che si procede verso la sua parte distale.

### Dimorfismo sessuale
I maschi hanno piastrone di forma concava e coda più lunga e robusta rispetto alle femmine, che dal canto loro a parità d'età raggiungono dimensioni maggiori ed hanno un collo più lungo: tali differenze, però, sono assai poco marcate e risulta piuttosto arduo riconoscere i due sessi senza esami accurati.

## Distribuzione e habitat

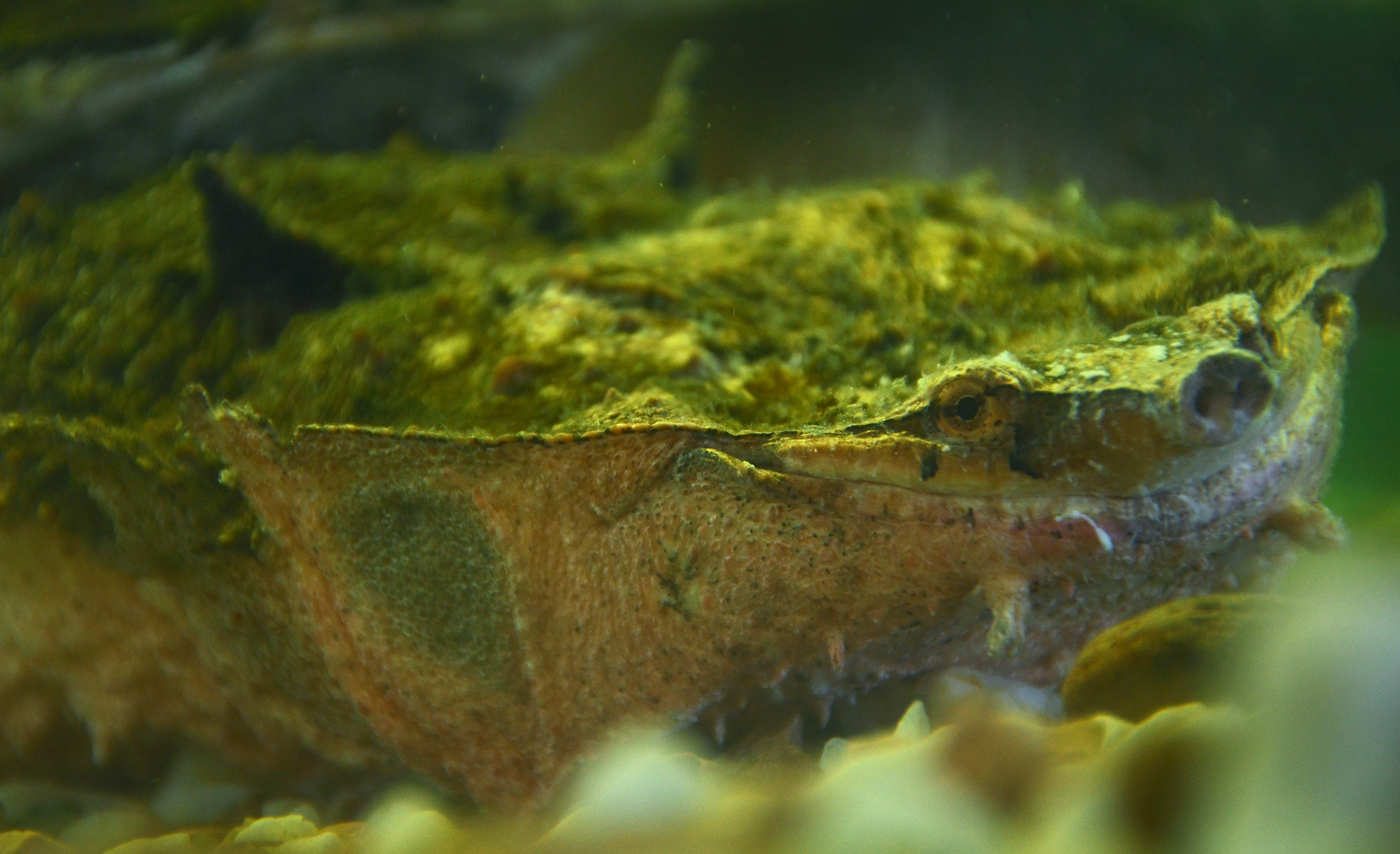
Primo piano della testa

La mata mata è diffusa nel bacino amazzonico e nell'Orinoco, pertanto il suo areale comprende Colombia, Venezuela, Guyana, Suriname, Guyana francese, l'Ecuador ed il Perù orientali, la Bolivia settentrionale ed il Brasile: è inoltre diffusa sull'isola di Trinidad, mentre non sono andati a buon fine i tentativi di introduzione della specie in Florida, sebbene voci insistenti mormorino della sua presenza nell'area di Pembroke Park. Tuttavia, la popolazione presente nel fiume Orinoco si è rivelata una seconda specie, Chelus orinocensis, pertanto la presenza della specie tipo nell'area è dibattuta.
La mata mata abita fiumi e corsi d'acqua dalle correnti lente, acque nere, pozze stagnanti, zone umide e paludi. La mata mata è una specie strettamente acquatica che predilige acque poco profonde dove il loro lungo muso può raggiungere facilmente la superficie per respirare.

## Tassonomia
(Barrère, 1741)

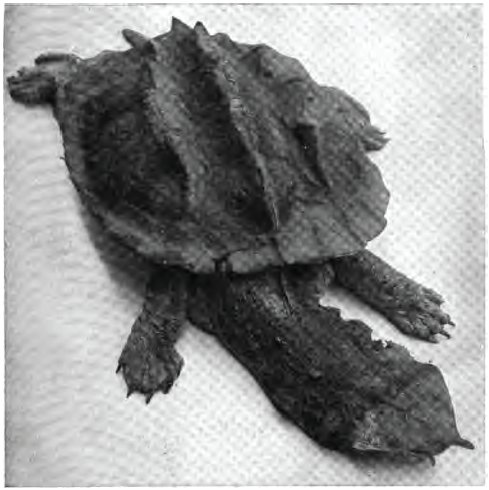
Vista dorsale di una tartaruga mata mata

La mata mata venne descritta per la prima volta dal naturalista francese Pierre Barrère, nel 1741, come una "grande tartaruga terrestre striata e scagliosa" (traduzione). La specie venne classificata per la prima volta come Testudo fimbriata dal naturalista tedesco Johann Gottlob Schneider, nel 1783. Venne ribattezzata 14 volte diverse in due secoli, per poi essere infine ribattezzato Chelus fimbriata nel 1992. Delle osservazioni delle differenze morfologiche tra gli esemplari di mata mata selvatici hanno trovato differenze distintive tra le popolazioni dei bacini dell'Amazzonia e dell'Orinoco. Nel 2020, è stata riportata un'analisi genomica della mata mata, che ha mostrato una profonda divisione tra le popolazioni nei bacini dell'Amazzonia e dell'Orinoco. Gli autori hanno proposto che la popolazione dell'Orinoco fosse assegnata a una nuova specie, Chelus orinocensis, mentre la popolazione amazzonica mantenne la designazione della specie Chelus fimbriatus.

### Sinonimi
I sinonimi di questa specie comprendono:
- Chelus Duméril, 1806[16]
- Chelys Oppel, 1811 (nomen novum)[17]
- Chelyda Rafinesque, 1815 (nomen novum)
- Matamata Merrem, 1820 (nomen novum)
- Testudo terrestris Fermin, 1765 Nomen rejectum[18]
- Testudo fimbriata Schneider, 1783[2]
- Testudo fimbria Gmelin, 1789 nomen novum
- Testudo matamata Bruguière, 1792 nomen novum
- Testudo bispinosa Daudin, 1801 nomen novum
- Emydes matamata Brongniart, 1805
- Chelus fimbriata (Schneider, 1783) recombination[16]
- Testudo rapara Gray, 1831 nomen novum
- Testudo raparara Gray, 1844 nomen novum
- Testudo raxarara Gray, 1856 nomen novum
- Chelys boulengerii Baur, 1890 nomen novum

## Biologia

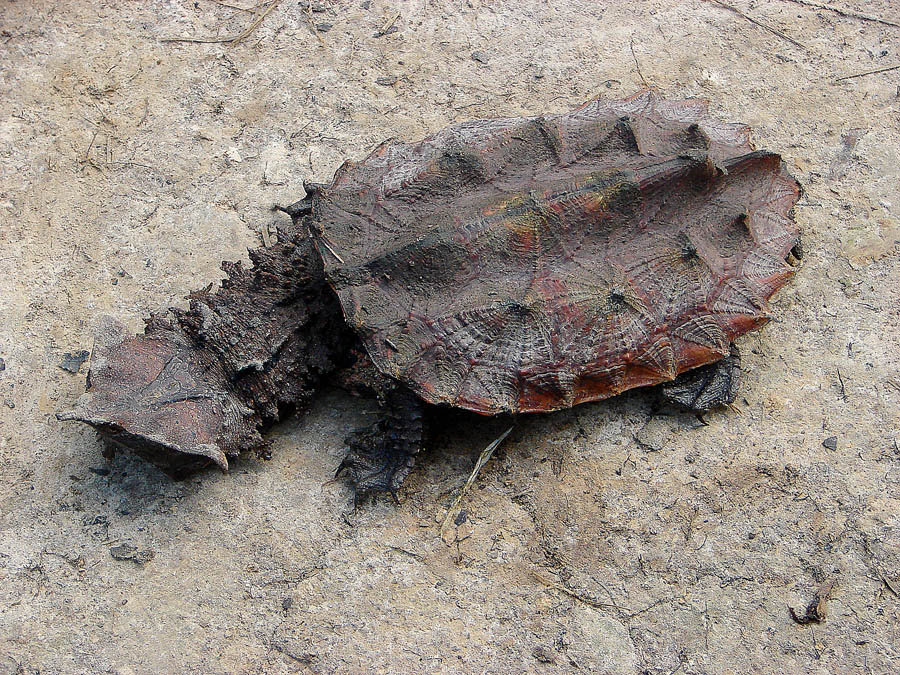
Esemplare presso il fiume Javary, Brasile

L'aspetto del guscio della mata mata ricorda un pezzo di corteccia mentre la forma della testa e ed i vari fronzoli di pelle sul collo mimano delle foglie cadute. Rimanendo immobile sul fondale dei fiumi, i fronzoli di pelle sul collo gli consentono di mimetizzarsi nella vegetazione circostante fino a quando un pesce non si avvicina. A quel punto la mata mata allunga la testa spalancando le fauci il più possibile, creando un vuoto a bassa pressione che risucchia la preda nella bocca, una tecnica nota come alimentazione per aspirazione. Dopo che la mata mata chiude le fauci, l'acqua viene espulsa lentamente dalla bocca ed il pesce viene inghiottito intero.

### Dieta
La mata mata è una tartaruga carnivora, che si nutre esclusivamente di invertebrati acquatici e pesci. Uno studio che esaminò il contenuto dello stomaco di 20 tartarughe selvatiche notò che la loro dieta era costituita esclusivamente da piccoli pesci. Di giorno questi animali rimangono nascosti nel fango tra la vegetazione dei bordi degli stagni, uscendo dai loro nascondigli prevalentemente di notte per cacciare in acque fangose e dalla visibilità limitata. Tuttavia, la mata mata è ben adattata a cacciare in queste situazioni, avendo una vista molto fine con occhi che riflettono la luce, similmente ad altri rettili notturni. Inoltre, anche i lembi di pelle sul collo sono estremamente sensibili e aiutano la mata mata a rilevare i movimenti delle prede che vi si avvicinano.
In gruppo le mata mata usano un metodo specifico per catturare le loro preda. Nuotando lentamente spingeranno le prede in zone d'acqua più bassa, circondandole e agitando le zampe anteriori per impedirle di scappare. Una volta circondate, le mata mata apriranno la bocca e contrarranno la loro faringe, provocando un flusso d'acqua che spingerà la preda nella loro bocca, aspirandole.

### Riproduzione
I maschi si esibiscono per le femmine estendendo gli arti, allungando la testa verso le femmine con le bocche spalancate e ondeggiando i lembi di pelle sul collo e sulla testa. La nidificazione avviene da ottobre a dicembre nell'Amazzonia superiore, dove le femmine scavano una buca profonda circa 20 centimetri lontano dalla riva, al sicuro dalle inondazioni. Vi deporrà da 12 a 28 uova sferiche, dal diametro di 35 millimetri, a covata. Il nido viene poi ricoperta di terra e sabbia. Dopo circa 3 mesi le uova si schiudono e i piccoli salgono in superficie e si dirigono verso le fonti d'acqua più vicine.

## In cattività

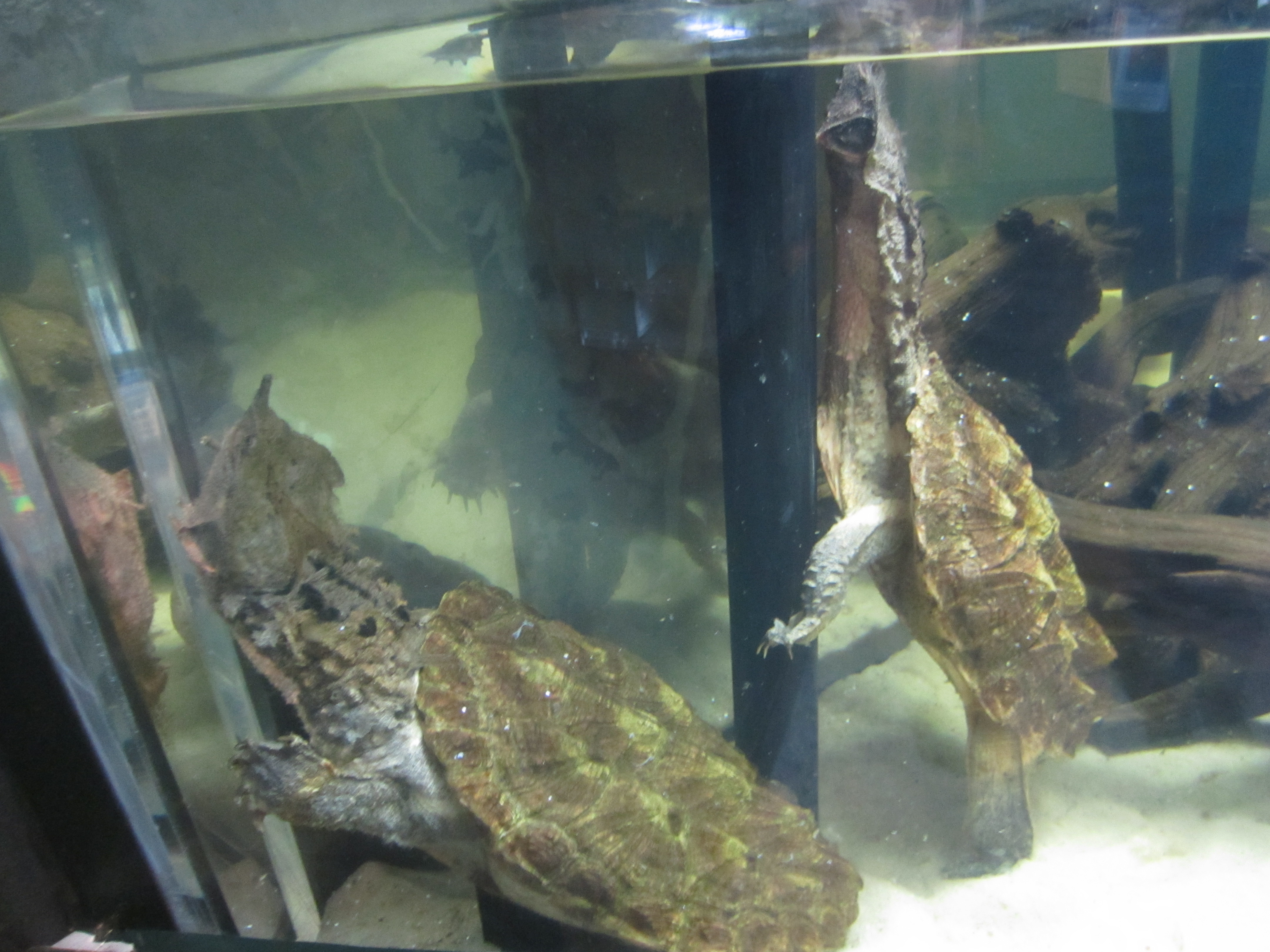
Mata mata in esposizione al North Carolina Museum of Natural Sciences, Raleigh, Carolina del Nord

Le mata mata non sono tartarughe facilmente reperibili nel commercio e nell'allevamento di animali esotici, sono piuttosto costose e di difficile mantenimento. A causa del loro aspetto unico e bizzarro, sono interessanti animali da esposizione e pertanto sono comuni negli zoo e negli acquari. Generalmente, in commercio si trovano soprattutto esemplari giovani, ma che con tempo possono raggiungere notevoli dimensioni. Tuttavia, le mata mata sono cacciatori d'agguato, quindi, come la tartaruga alligatore, non hanno bisogno di spazi smisurati per muoversi, rispetto ad altre specie.
Come per tutte le tartarughe acquatiche, la qualità dell'acqua è una delle chiavi fondamentali affinché l'animale sia in buona salute. L'acqua calda e acida è la condizione migliore utilizzata con un alto contenuto di detriti che dovrebbero essere mantenuti tutto l'anno. Si consiglia una filtrazione da moderata ad intensa. Alcuni proprietari affermano che le mata mata in cattività siano piuttosto intelligenti. Ad esempio, è stato osservato un esemplare posizionarsi vicino alla barra spray dell'acquario al momento del pasto, in modo che il cibo galleggiante venisse spinto sotto la superficie dell'acqua dove la tartaruga poteva catturarlo più facilmente.